# 뷰티르알데하이드
뷰티르알데하이드(영어: butyraldehyde)는 화학식이 CH3(CH2)2CHO인 유기 화합물이다. 부티르알데히드, 부틸알데히드, 뷰틸알데히드라고도 한다. 이 화합물은 뷰테인의 알데하이드 유도체이다. 불쾌한 냄새가 나는 무색의 가연성 액체이다. 대부분의 유기 용매와 섞일 수 있다.

## 생성
뷰티르알데하이드는 거의 전적으로 프로필렌의 하이드로폼일화에 의해 생산된다.
CH3CH=CH2 + H2 + CO → CH3CH2CH2CHO
전통적으로 하이드로폼일화는 코발트 카보닐과 나중에 트라이페닐포스핀의 로듐 착물에 의해 촉매되었다. 지배적인 기술은 수용성 리간드 tppts에서 파생된 로듐 촉매를 사용하는 것이다. 로듐 촉매의 수용액은 프로필렌을 알데하이드로 전환시켜 더 가볍고 섞이지 않는 상을 형성한다. 하이드로폼일화를 통해 연간 약 60억 킬로그램이 생산된다. 뷰티르알데하이드는 n-부탄올의 촉매 탈수소화에 의해 생산될 수 있다. 한때 아세트알데하이드에서 파생된 크로톤알데하이드의 촉매 수소화에 의해 산업적으로 생산되었다.

## 반응
뷰티르알데하이드는 알킬 알데하이드의 전형적인 반응을 일으키며, 이는 이 화합물의 많은 용도를 정의한다. 중요한 반응에는 알코올에 대한 수소화, 산으로의 산화, 염기 촉매 축합이 포함된다.